# Guillaume Schiffman
Guillaume Schiffman é um diretor de fotografia francês. Como reconhecimento, foi nomeado ao Oscar 2012 na categoria de Melhor Cinematografia por The Artist.